# Édgar Gómez Román
Édgar Alfonso Gómez Román (Bogotá, 3 de octubre de 1953) es un político y abogado colombiano. Actualmente se desempeña como miembro de la Cámara de Representantes de Colombia, la cual llegó a presidir entre 2009 y 2010; también sirvió como Senador de la República.

## Biografía
Nacido en Bogotá, desde muy joven vivió en la ciudad de Bucaramanga, Santander; se graduó en esta ciudad como abogado, en la Universidad Santo Tomás de Aquino y se vinculó al Partido Liberal Colombiano, logrando ser elegido como concejal de Bucaramanga en 1992 y 1995, luego de destacarse como empresario de calzados. Militó en el liberalismo de Santander que dirigía en ese entonces el excontralor Rodolfo González García, En 1994 hizo parte de la lista del senador José Luis Mendoza Cárdenas, lo que permitió ejercer en 1996 como Senador suplente; en 1998 aspiró infructuosamente a la Cámara de Representantes. En 2002 se vinculó al Partido Convergencia Ciudadana y fue suplente del Representante a la Cámara Jaime Durán Barrera (hoy colega suyo como Senador liberal) en 2003; en 2006 postuló nuevamente a la Cámara de Representantes y obtuvo la curul gracias al excelente resultado de su nuevo partido. En 2009 Gómez hizo parte de una coalición de diversos partidos que consiguió, en cabeza suya, arrebatarle la presidencia de la Cámara al Partido de la U; meses después, aprovechando una autorización transitoria establecida por ley, regresó al Partido Liberal.
En las elecciones legislativas de 2010 fue elegido Senador de la República con 60.366 votos. Ocupó una curul en la cámara Alta hasta las elecciones legislativas de 2014, en las cuales regresó a la Cámara de Representantes con la fórmula del senador Jaime Durán apoyados por Óscar Leonardo Martínez, habiendo obtenido 42.850 votos. Volvió a renovar su escaño en la Cámara en las elecciones de 2018, en las que obtuvo 42.207 votos.